# Organisme pluricel·lular

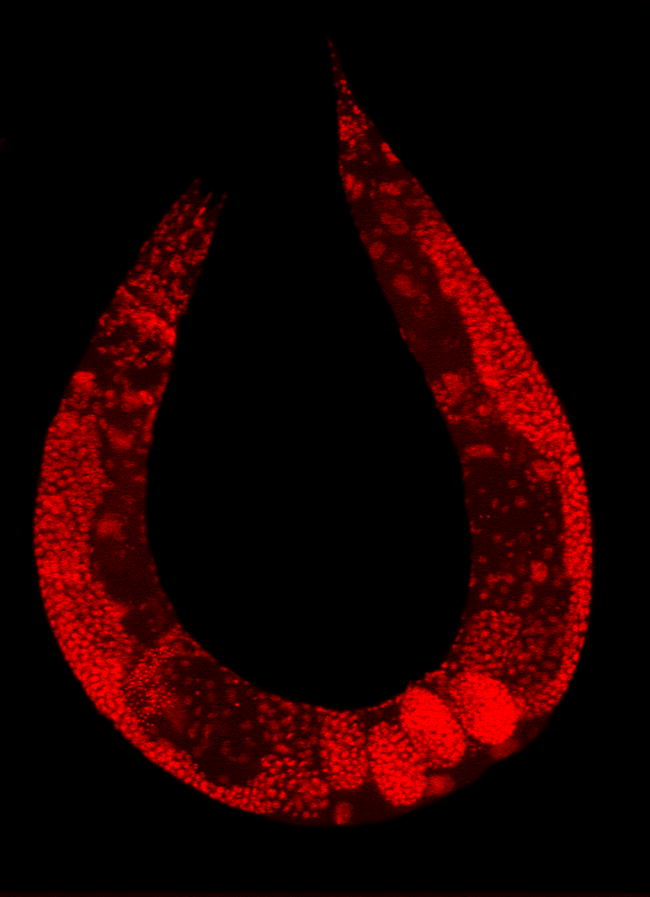
En aquesta imatge, es veu un Caenorhabditis elegans del tipus silvestre; s'il·lumina per observar els nuclis de les cèl·lules

Un organisme pluricel·lular és un organisme que està constituït per més d'una cèl·lula, i que conté cèl·lules diferenciades que realitzen funcions especialitzades. La majoria de la vida que es pot veure a simple vista és pluricel·lular, ja que forma part dels regnes Plantae, Animalia (tret d'organismes especialitzats com ara els mixozous, que són un grup d'animals paràsits microscòpics) i generalment, menys en algunes excepcions, del regne dels fongs (fungi).

## Orígens
La pluricel·lularitat s'ha desenvolupat de manera independent o en grup diverses vegades al llarg de la història de la vida en eucariotes Com a mínim en els casos següents:
- Animals
- Algues verdes (és possible que més d'una vegada)
- Fongs (és possible que més d'una vegada)
- Algues vermelles
- Algues brunes
- Rotaris
- Zoothamnium
- Sorogena
- Actinomicets
- Cianobacteris
- Mixobacteris
- Mixomicets
- Methanosarcina